# Cistícola mandrosa
La cistícola mandrosa (Cisticola aberrans) és una espècie d'ocell passeriforme de la família Cisticolidae pròpia d'Àfrica austral i oriental.
L'hàbitat natural són les praderies, sabanes i matollars temperats subtropicals i tropicals. En general, prefereix terreny rocallós arbrat amb matolls i en els vessants dels munts o entre els aiguamolls de la rodalia.